# Bell XV-15
Bell XV-15 je bil eksperimentalni VTOL zrakoplov z nagibnim rotorjem (tiltrotor). XV-15 je bil drugi uspešni tiltorotor in prvi, ki je dokazal visoko potovalno hitrost. Poganjala sta ga dva turbogredna motoja  Avco Lycoming LTC1K-4K.

## Specifikacije (XV-15)
Podatki iz NASA SP-2000-4517
Splošne karakteristike
- Posadka: 2
- Dolžina: 42 ft 1 in (12,83 m
- Razpon: 57 ft 2 in (17,42 m) z rotorji)
- Premer rotorja: 25 ft (7,62 m)
- Višina: 12 ft 8 in (3,86 m)
- Aeroprofil: NACA 64A015
- Teža praznega letala: 10083 lb (4574 kg)
- Maks. vzletna teža: 13000 lb (6000 kg)
- Pogon letala: 2 ×  turbogredni Avco Lycoming LTC1K-4K (modificiranT53-L-13B), 1550 KM (1156 kW)  vsak
- Moč motorja:
  - 1550 KM (1156 kW) vzletna moč (največ 10 min)
  - 1802 KM (1354 kW) zasilna moč (največ 2 min)
- Teža goriva: 1436 lb (651 kg)

 Zmogljivost 
- Maks. hitrost: 300 vozlov (345 mph, 557 km/h)
- Hitrost porušitve vzgona: 100 vozlov v načinu letalo ()
- Doseg: 445 nmi (515 mi, 825 km)
- Višina leta: 29500 ft (8840 m)
- Obremenitev rotorja: 13,2 lb/ft² (73 kg/m²[1])
- Razmerje teža/moč: 1,35 kg/kW